# Heliconia schiedeana
Heliconia schiedeana là một loài thực vật có hoa trong họ Heliconiaceae. Loài này được Klotzsch mô tả khoa học đầu tiên năm 1847.

## Hình ảnh

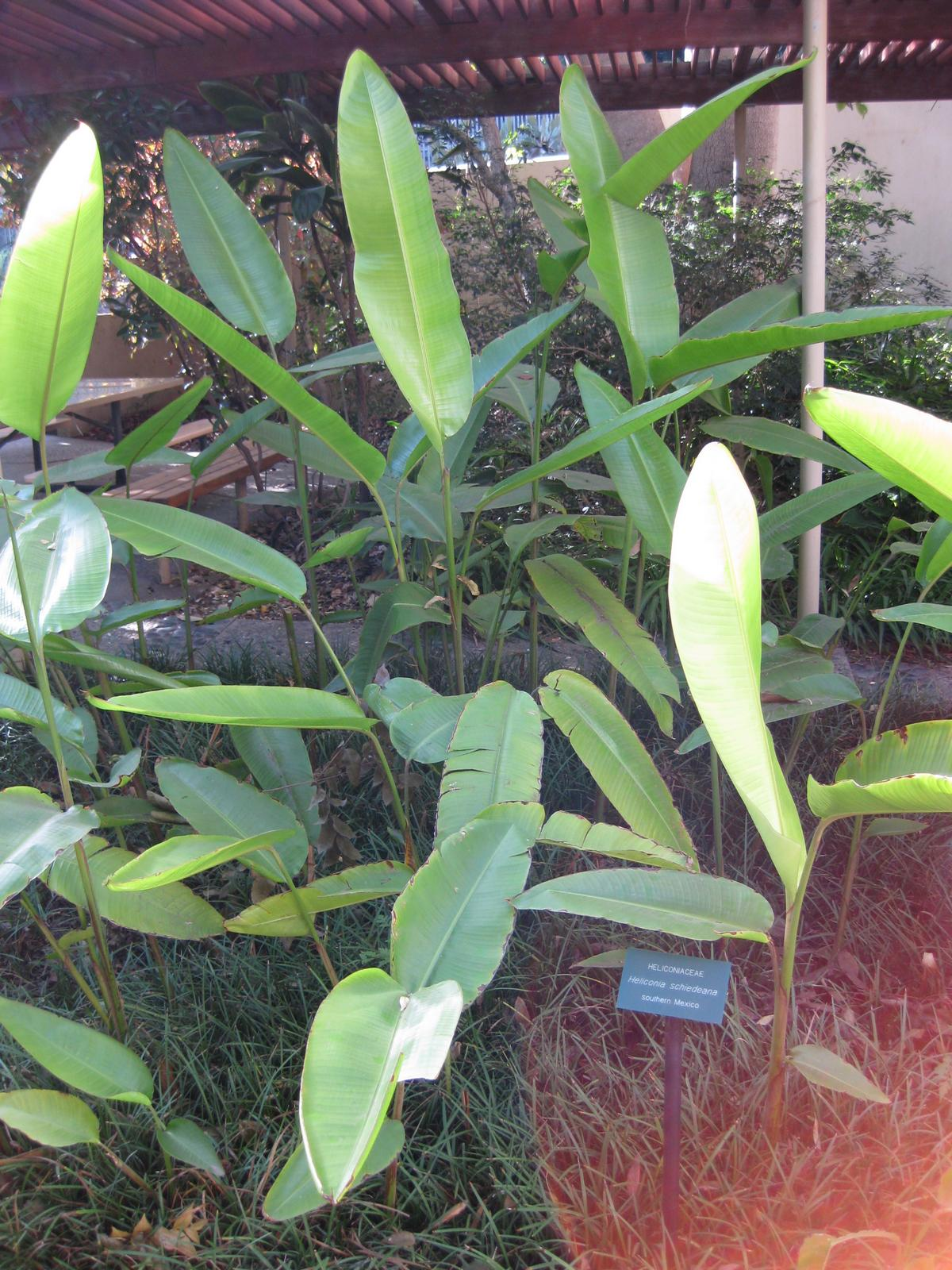